# Sergio Furlan
Sergio Furlan (Staranzano, 29 febbraio 1940) è un ex velista italiano.

## Carriera
Nato a Staranzano, in provincia di Gorizia, nel 1940, a 24 anni ha partecipato ai Giochi Olimpici di Tokyo 1964 nella vela, classe Dragone, terminando la gara al sesto posto, insieme a Sergio Sorrentino e Annibale Pelaschiar sul natante Aleste.